# 文峰街道 (钦州市)
文峰街道，是中华人民共和国广西壮族自治区钦州市钦南区下辖的一个乡镇级行政单位。

## 行政区划
文峰街道下辖以下地区：
东风社区、江滨社区、中山社区、三宣堂社区、文昌社区和新隆社区。